# Göteborgs hamn

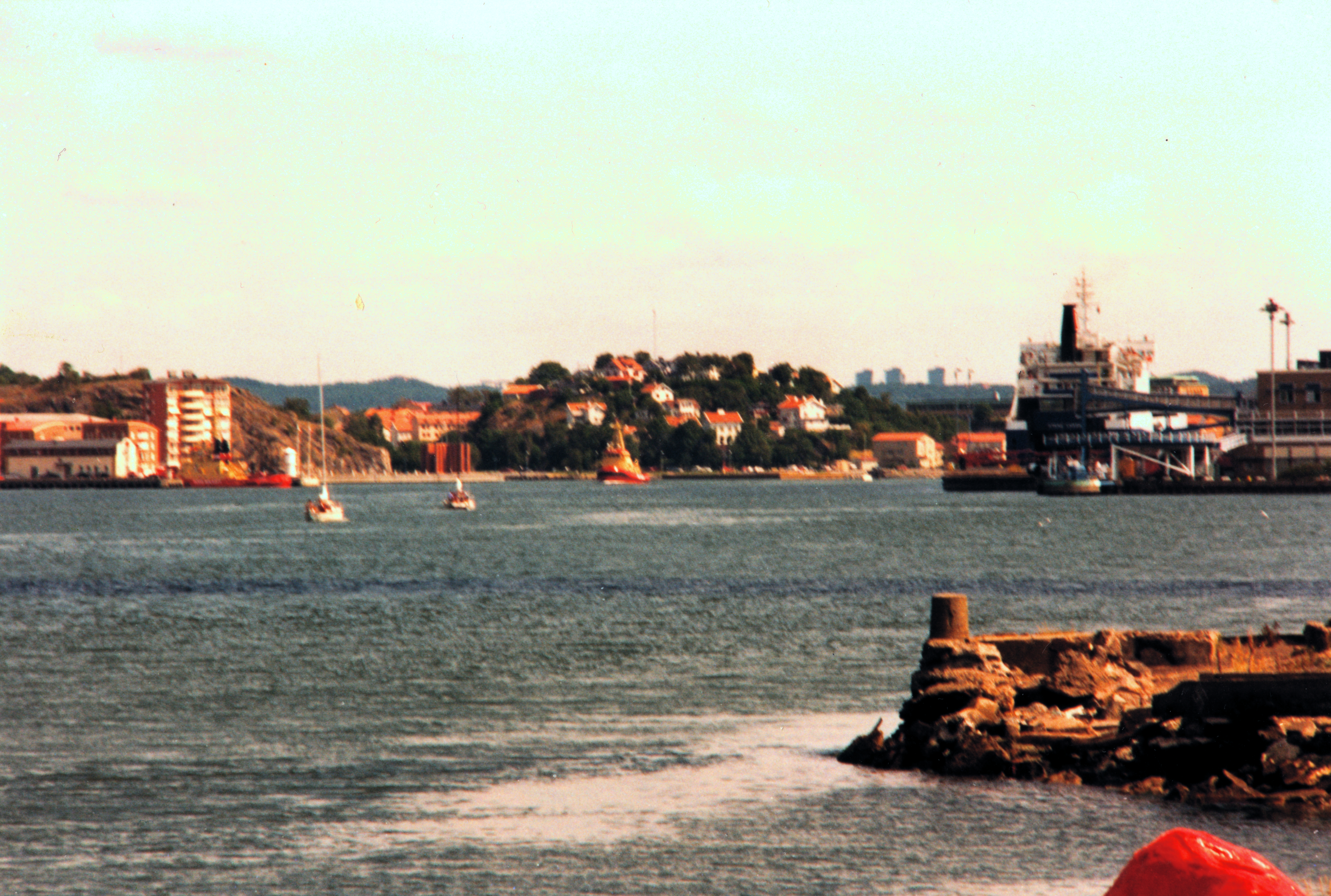
Röda sten mot Slottsberget 1981

Göteborgs hamn är en hamn längs de båda stränderna av Göta älvs utlopp genom Göteborg, Norra Älvstranden på Hisingen och Södra Älvstranden på Göteborgs fastland.

## Bakgrund
Hamnen är en kombinerad flod- och kusthamn, med en total kajlängd på 13,1 kilometer (kajlängd 1905 var 4,8 kilometer). Göteborgs hamn är Skandinaviens och Sveriges största hamn med en handelsvolym på 38,2 miljoner ton (2015). Volymerna domineras av olja (60%) följt av containergods och skogsprodukter. Mängden olja var 29,7 miljoner ton, och antalet containrar var 798 000 TEU (2017). Det finns även betydande passagerartrafik. 
Verksamheten bedrivs av ett kommunalt hamnbolag - Göteborgs Hamn AB – och tre terminalbolag som drivs av privata operatörer: Älvsborgs Ro/Ro av DFDS och Cobelfret, Gothenburg Car Terminal av det svenska logistikföretaget Logent och Skandia Container Terminal av APM Terminals, som ingår i den danska Maersk-koncernen.
Utöver gods- och färjetrafik anordnas varje år cirka 40 anlöp av kryssningsfartyg. Det har under 2000-talet varit en uttalad målsättning av Göteborgs kommun att öka antalet kryssningsanlöp.

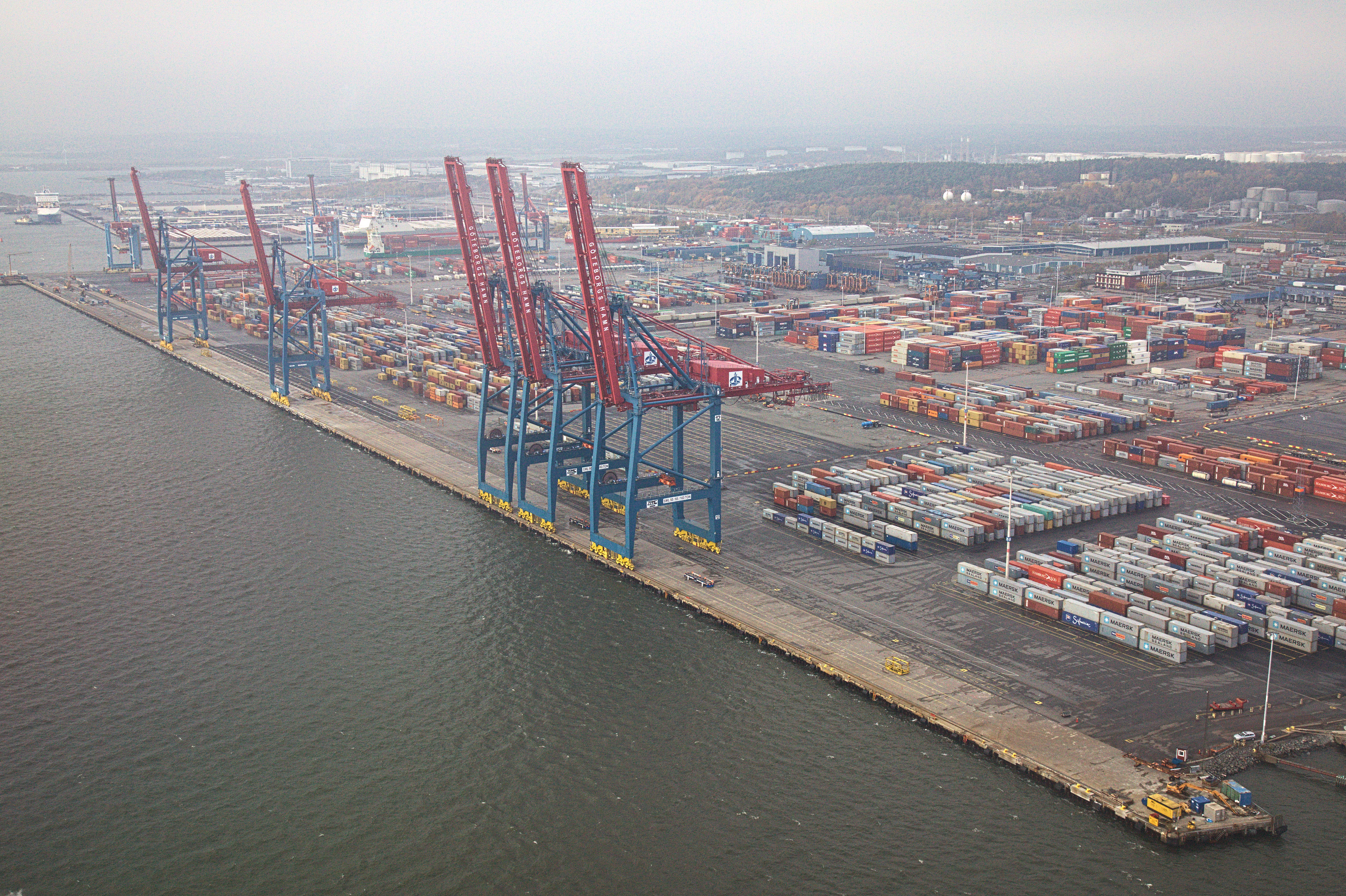
Helikopterbild över Skandiahamnen.

Numera ligger hamnarna för fraktfartyg utanför Älvsborgsbron, på Hisingssidan. Längst ut ligger hamnen för råolja, Torshamnen. Innanför ligger Skandiahamnen, för containrar och RoRo-fartyg. Närmast utanför Älvsborgsbron ligger Oljehamnen, för utskeppning av oljeprodukter, som bensin, diesel och eldningsolja. Två av Sveriges fyra raffinaderier ligger i närheten, på Hisingssidan, dessa är Preemraff Göteborg och St1s Raffinaderi. Innanför Älvsborgsbron, på Södra Älvstranden ligger bilfärjeterminaler. Marken tillhör Göteborgs kommun, men hyrs av Stena Line. Dessutom finns här Amerikaskjulet för kryssningsfartyg, Göteborgs fiskhamn samt Lilla Bommens hamn för fritids- och skärgårdsbåtar. 
På Norra Älvstranden finns Frihamnen, och något längre västerut ligger reparationsvarvet Götaverken Cityvarvet. Dessutom finns det ett antal mindre hamnanläggningar för fritidsbåtar på Norra Älvstranden. Hamnarna på Hisingssidan utanför Älvsborgsbron och Frihamnen har järnvägsförbindelse via Göteborgs hamnbana, en nationellt viktig järnväg för gods. Samtliga hamnar har förbindelse via vägar där lastbilar går. Det är en princip att andelen gods på järnväg ska öka i förhållande till mängden på lastbil. Därför ska banan byggas ut.
Hamnens västra gräns gick länge vid en norr-/södergående linje, mellan Röda sten - vid Stora Billingen - på fastlandet och Rya näs på Hisingen. Gränsen utgjordes av en vitmålad boj med en nyckelsymbol på, "Vite gavel" kallad. Med detta ville man markera att de närliggande Nya Varvet, Nya Älvsborg och befästningarna på Rya Nabbe utgjorde låset för Göteborgs hamn. År 1863 anges hamnens gränser vara "--- hela rivieret innanför sänkverket vid Nya varfvet till Tingstaudde."
Rivièret kallas den naturliga hamnbassäng som avgränsas av Lindholmen i väster och Frihamnen i öster. Före torrläggningen av Lundbyvassen var den mer än dubbelt så stor. Centralhamnen blev en modernare benämning på samma område. År 1900 räknades till "Hamnområdet": Hela Rivièret från Tingstads udde till Göta älfs utlopp mellan Billingen och Rya Nabbe, jemte stadens hamnkanaler och vallgraf, äfvensom den del af Göta älf, som är belägen mellan Tingstads udde och stadens gräns mot Lerjeholm. Summa längdmeter kaj var 4 652.
År 2010 fick Göteborgs hamn godkänt av Länsstyrelsen i Göteborg för att anlägga en fossilgasterminal på hamnområdet. Syftet var att koppla på terminalen på det svenska gasstamnätet och att kunna förse bland annat fartyg med fossilgas. Projektet mötte stark kritik från klimatengagerade, bland annat genom en fyra år lång kampanj driven av Fossilgasfällan, samt en massaktion i civil olydnad arrangerad av Folk mot Fossilgas, där 500 personer blockerade infarten till Göteborgs hamn i september 2019. Från hösten 2018 var gasterminalen i bruk för fartyg, men i oktober 2019 meddelade regeringen att terminalen får avslag på ansökan om att koppla terminalen till det svenska stamnätet, med motivationen att det riskerade att bidra till upprätthållandet av Sveriges fossilberoende.

## Historik
Det var Gustav II Adolf som den 17 oktober 1619 till generalståthållaren Nils Göransson Stiernsköld sände en första "ordning över den byggningshjälp", som skulle utgå till hamnändamål, sedermera Götheborgs byggningshjelp. Han utanordnade därmed av kronans tillgångar ett belopp av 16 912 daler silvermynt, samt ett stort parti ekpålar, furuplankor och sågblock. Den 3 januari 1621 anvisade kungen därutöver till samma ändamål ett belopp av 12 469 daler silvermynt, jämte ett avsevärt parti sågblock, ved till kolning, hö och spannmål. Totalt under åren 1619-22 beviljades 35 000 daler silvermynt.
Ansvarig för hamnbygget blev Stiernsköld och den ekonomiska förvaltningen sköttes av fogden Nils Börjesson. Som tekniska ledare för hamnbygget anställdes två holländska fackmän, vallmästarna (person med uppgift att leda anläggandet av en vall) Jan Aertsen och Joost van Werdt, med början i januari 1620 mot en lön av 40 daler silvermynt i månaden vardera. Arbetet påbörjades förmodligen på våren 1620, och hamnen försågs successivt med träskoning av furupålar, endast "utanför hamnhufvudet" och "på en brygga ut till älfven" blev dessa beslagna med ekplankor. Enligt kungens "uträkning och förslag" den 4 april 1620, skulle arbetet börja med grävandet av "en graf ifrån där vassen och djupet begynnes och till torget" (Gustaf Adolfs torg) och att vallmästarna trodde sig bli färdiga med detta arbete redan under sommaren (1620). 
I den ursprungliga stadsplanen från 1619 hade man skissat på en hamnkanal kring Kvarnberget, med sin norra mynning vid nuvarande Lilla Bommen och sin utgång i nordväst vid nuvarande Stora Hamnkanalens mynning. Meningen var att hamnen på detta sätt skulle hållas isfri samt spolas ren av Göta älvs genomströmning. Omfattande grävningsarbeten utfördes med start i slutet av 1619, men planerna fick överges då utlöparna från Kvarnberget kom i dagen redan på 4–5 meters djup. Resultatet av grävningarna blev "gropen" eller "pölen", ett cirka 150x90 meter stort område, som sträckte sig från Tyska kyrkan och uppemot Nedre Kvarnbergsgatan (där stadens första begravningsplats blev lokaliserad). Först i slutet av 1630-talet lades gropen igen, men fortsatte att ställa till problem för husbyggare under många år.
Man anlade också från början en "vattenkvarn", ett pumpverk, som hörde till det viktigaste vid ett stads- och hamnbygge i sumpmark. Det drevs av 16 stycken "verkhästar". År 1620 uppfördes i Göteborg två smedjor för hamnbyggets räkning, där några av kronans knektar mot särskild lön hjälpte till. Hamnen får anses vara färdig i sitt första utförande på sommaren 1622, men fortfarande så grund att endast hemförarebåtar och mindre segelskutor kunde lägga till. Större skepp fick lägga sig på redden ute vid Klippan. 
Den på 1620-talet utgrävda Stora Hamnkanalen var stadens första anlagda hamn, och i anslutning till den grävdes kanalerna fram till de stora köpmanshusen. Stora Bommen var tullgräns och avskiljde Stora Hamnkanalen, Masthamnen (nuvarande Packhusplatsen) och Västra Hamnen (nuvarande Västra Hamngatan) från älven. Lilla Bommen avskiljde på samma sätt Östra Hamnen (nuvarande Östra Hamngatan). Under mer än tvåhundra år - eller fram till mitten av 1800-talet - var Stora Hamnkanalen fortfarande stadens huvudhamn. Några stenkajer fanns då inte utanför kanalerna. Större fartyg ankrade vanligtvis vid Klippan eller vid Gamla Varvet (nuvarande Stigbergskajen). År 1639 meddelar kronans tullnär Henrik Sinclair, att "inge synnerlige skepp lossade eller ladade inom bommen, utan sådant skedde mest ute på redde".
Stora Hamnen uppmättes 1644 till en längd av 800 meter (från Göta älv och fram till nuvarande Kvarnbron, som går mellan Hotellplatsen och Norra Hamngatan) och till en bredd av 43 meter.
Hamnens första utbyggnad, Stora Hamnen och Östra Hamnkanalen, var helt färdiga i början av 1630-talet. Västra Hamnkanalen blev färdig först ett tiotal år senare. Vattendjupet i dessa var 2-3 meter. För att underlätta sjöfarten in till Göteborg, blev inloppet i älven 1670 försett med prickar, eftersom de många grunden utgjorde en stor fara. Året därpå lät hamnmyndigheten införskaffa en "mudderqvarn"-byggare från Holland, då älven grundat upp och fartygen inte kunde komma in mot stränderna.
Den första Hamnordningen kom till genom beslut av Kungl. Maj:t den 30 juni 1752, "till förekommande af hamnens uppgrundning och i öfrigt till bibehållande af ordning". Resurserna var en hamnmästare med två drängar, och för kanalerna en hamn- och torgfogde. "Kongl Directionen öfver Segelfarten emellan Wenern och Hafvet", som efter några namnbyten blev "Styrelsen öfver Göteborgs hamn- och elfarbeten",  skötte sedan hamnens förvaltning 1824-1897, vars verksamhet i huvudsak omfattade alla i och för sjötrafiken nödvändiga arbeten i Göteborgs hamn och revier (den inre hamnbassängen). Genom kungligt brev den 30 juli 1897 inrättades en särskild styrelse under benämning Hamnstyrelsen, vilken övertog ansvaret för stadens hamnar, revier och kanaler, som tidigare tillhört "Styrelsen öfver Göteborgs hamn- och elfarbeten", drätselkammaren samt gatu- och vägförvaltningen.

### Strömbåtsgillet
År 1625 inrättades Strömbåtsgillet, vilka ombesörjde lastning och lossning av fartyg i Göteborg samt transporten av järn, trä och annat köpmansgods till och från Åkerström ("Strömmen" kallat) söder om Trollhättefallen på älvens västsida. Det var med nära nog monopolrätt, som gillet ansvarade för alla transporter, och dessutom även för riktig vägning och förtullning av allt tullpliktigt gods. Efter 20 års verksamhet uppdelades gillet 1645 i två delar, varav det ena, som behöll det gamla namnet, skulle ombesörja trafiken från Göteborg inåt landet till Åkerström, medan det andra, "Hemförare-Båtgillet", tog hand om lastning och lossning av skeppen samt transporter inom hamnen. Båtägarna var en slags redare som använde lejda båtkarlar för sina tjänster. Juridiskt betraktades båtarna som fastigheter, med förbehållet att de skulle stå till Kungl. Maj:ts disposition i krigstid. Köpmännen var förbjudna att använda andra båtar för sina varutransporter än gillets, vilket ofta orsakade klagomål på deras kapacitet till Kungl. Maj:t.
Eftersom skeppen på grund av det låga djupet i älven fick ankra på redden ute vid Klippan, måste lasterna tas in till magasinen i Stora hamnkanalen med hemförarebåtar. Ursprungligen var hemförarna 14 stycken, och 1841 var man 25 stycken. Gillet kan sägas ha varit våra dagars hamnarbetare, stuvare och bogserbåtar. År 1846 miste gillet genom näringsförordningen sina privilegier, men efterföljaren Hemförarebåtföreningen var verksam fram till i början av 1870-talet. Dessutom fanns ett "Roddargille" med uppgiften att frakta både passagerare och varor. År 1670 kostade en båtresa mellan Göteborgs hamn och Styrsö 40 öre silvermynt, och till Kungälv 24 riksdaler.

### Den moderna hamnen

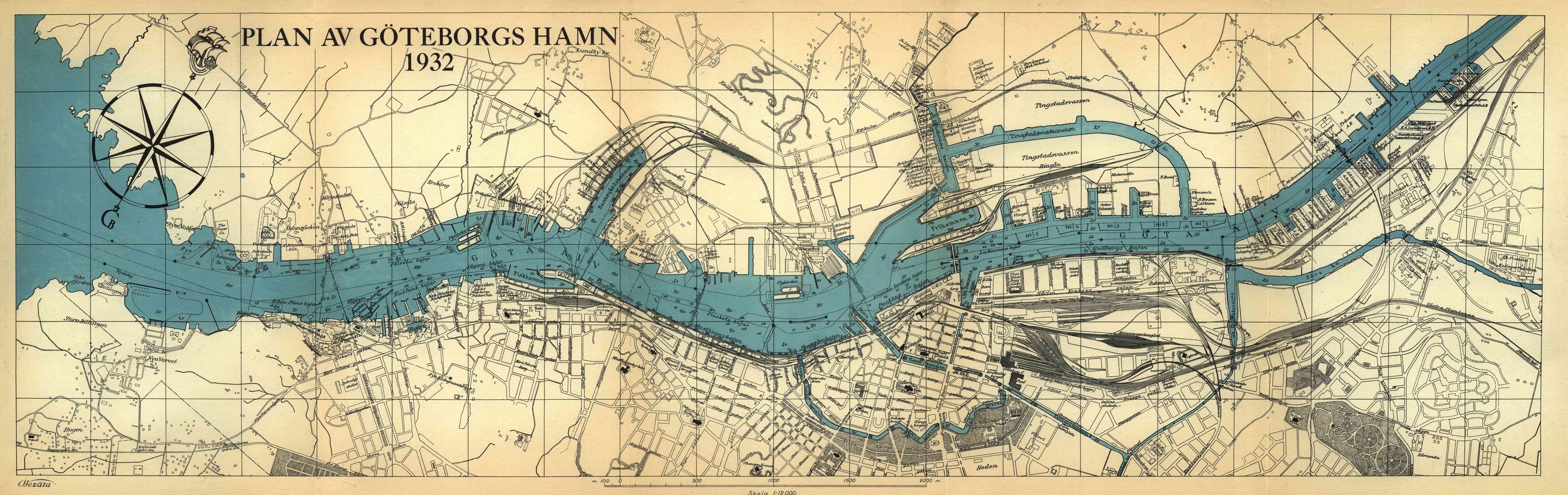
Plan av Göteborgs hamn 1932.

Först i samband med byggandet av Trollhätte- och Göta kanal på 1820- till 1840-talen, började den moderna hamnen att utformas. Omfattande muddringsarbeten utfördes då i älvens yttre del samt ovanför Stora Bommen. Nedanför Stora Bommen muddrades till 15 fots djup och längre upp i älven till 10-12 fot. Förtöjningsplatser närmare staden för större fartyg kunde därmed erbjudas, varför sjöförbindelsen med inlandet underlättades väsentligt. Säffle kanal blev klar 1837 och Dalslands kanal 1868. Därigenom knöts ett mycket stort område i Bergslagen, Värmland och Dal med dess skogar och järnbruk, till Göteborg.
År 1843 utarbetades den hamnplan som omfattade Stora och Lilla Bommens hamnar med sina strandområden samt Stenpiren. En ny hamnplan tillkom 1857, främst på grund av järnvägarnas framväxt och Västra stambanan beräknades medföra stora trafikökningar för Göteborg. Här ingick en fortsatt utbyggnad kring Stora- och Lilla Bommens hamnar, från 
Järnvågen, strax väster om Vallgraven, till den västra delen av Gullbergskajen i öster. Dessa arbeten var klara kring 1874. Bergslagsbanan medförde att Gullbergskajen byggdes ut åt öster och den nya banans hamnspår förlades dit. Hamnbanan på Gullbergskajen stod klar 1879, då Bergslagsbanan invigdes i sin helhet. Om man bortser från hamnkanalerna, är Stenpiren från 1845 hamnens äldsta kaj. Det var framför allt den ökade trafiken i samband med ångfartygens och Göta Kanals tillkomst, som ställde krav på en betydligt större och djupare hamn.
Hamndelarna väster om Lilla Bommens hamn var avsedda för ett djup av 17 fot (5,1 meter) och åt öster för 7, 10 och 12 fots djup (2,1, 3,0 och 3,6 meter). I älvfåran utanför kajerna var djupet i genomsnitt cirka 1 fot (30 centimeter) större. Kajerna saknade vid denna tid all utrustning, undantaget Stora Tullpackhuset (1864) och ett mindre träskjul (1873) vid Packhuskajen. År 1878 blev den tredje hamnplanen klar. Den omfattade ytterligare fördjupning av segelrännan till 20 fots djup (6 meter), byggandet av en kaj för samma djup - och 900 meter lång - längs Masthugget samt en reglering av vattenområdet utanför Gullbergskajen och förlängning av denna åt öster. Den blivande Masthuggskajen skulle utrustas med varuskjul och hamnspår för kranar. Kungl Maj:t godkände planen 1879, och kring sekelskiftet 1900 var arbetena i huvudsak genomförda.

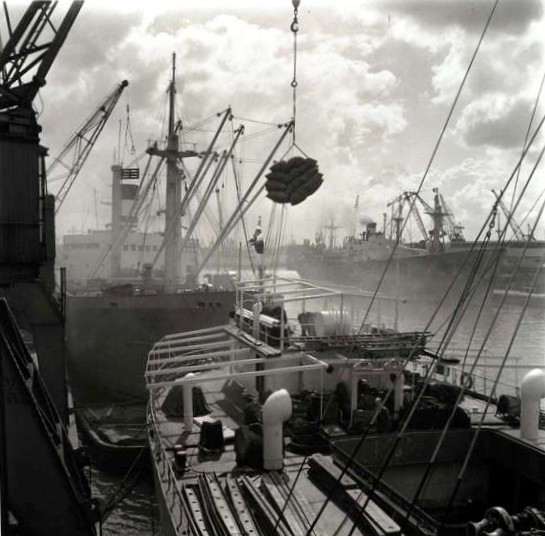
Göteborgs hamn 1947

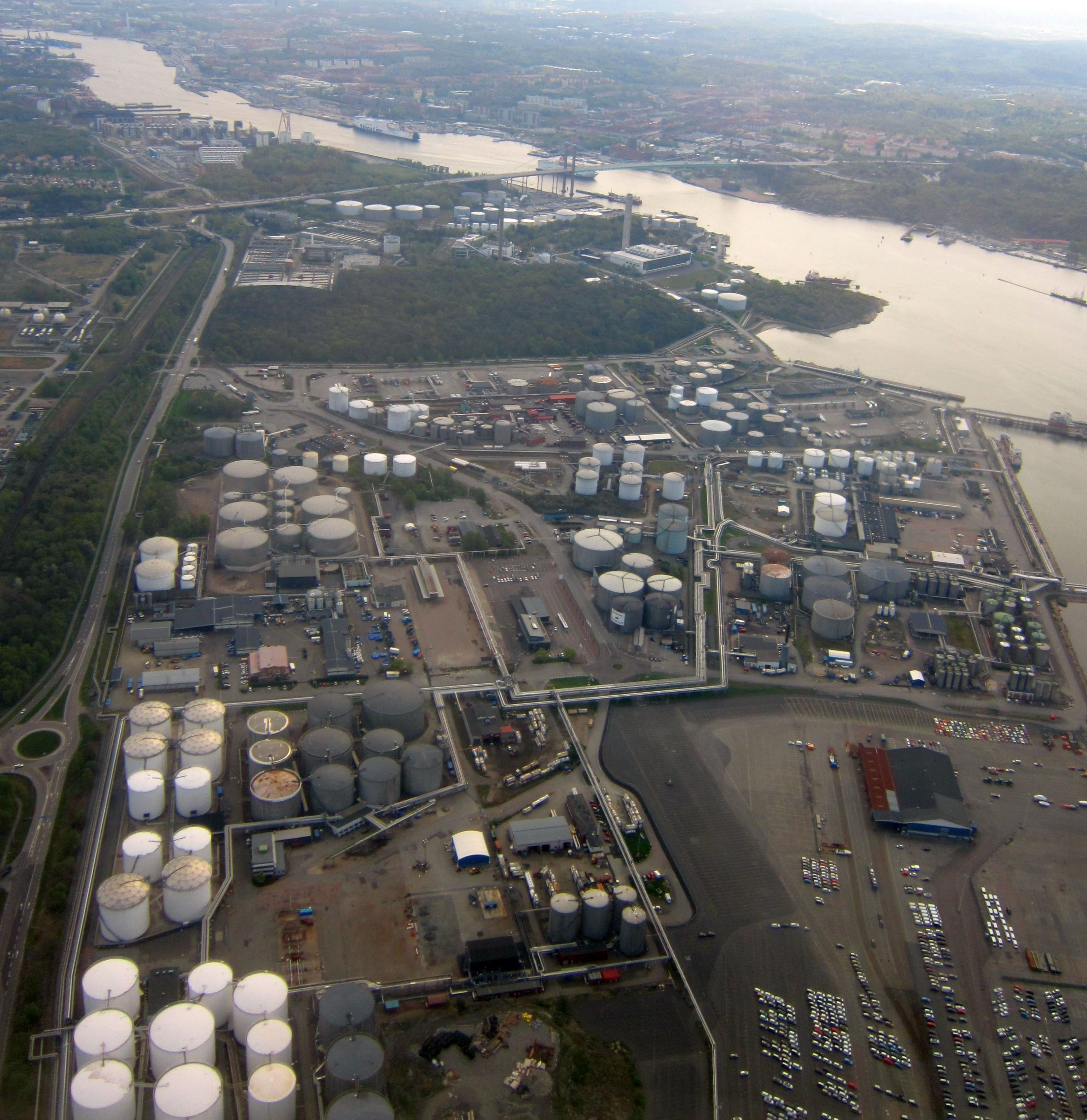
Göteborgs hamn, Oljehamnen.

Den första fasta förbindelsen mellan älvstränderna i Göteborg tillkom 1874, Hisingsbron. Därmed delades hamnen i praktiken upp i två delar; den östra, som huvudsakligen var avsedd för inlands-(kanal-)trafiken och den västra för kust- och havstrafiken.
Den centrala Packhuskajen blev speciellt hemvist for emigranttrafiken till Amerika under denna tid. Den närbelägna Sillgatan, senare Postgatan var den speciella gata med billiga hotell, som betjänade emigranterna. Trafiken gick inte direkt till USA utan i de flesta fall till Hull i England, varifrån emigranterna fortsatte med tåg till Liverpool för vidare transport över Atlanten. Ovanför Packhuskajen ligger Lilla Bommens hamn, som användes av trafiken på Vänern och Göta kanal. Idag är den gästhamn för småbåtar. Stenpiren och den numera rivna Träpiren nedanför denna blev ändpunkt för passagerartrafiken längs Bohuslänska kusten och till Göteborgs skärgård, medan Skeppsbrokajen i övrigt användes av det mindre kust- och kanaltonnaget, under 1900-talet betecknat som segelfartyg med hjälpmotor. Idag är all denna trafik försvunnen. Till Göteborgs norra skärgård går det bilfärjor från Stora Varholmen på Hisingen, och till den södra skärgården går trafiken från Saltholmen.
De första åren på 1900-talet anlades Masthuggskajen för oceangående fartyg, inseglingsrännan muddrades till 7 meters djup, och kajerna fick järnvägsspår. Utvecklingen i tonnagets storlek gjorde att Masthuggskajen sedan främst användes för styckegodstrafiken till Västeuropa och Medelhavsländerna. Massgodset, där importen av kol och koks var en viktig del, fick sin egen första hamn i Sannegårdshamnen på den norra Älvstranden med 8 meters vattendjup. Göteborgs stad anslog den 6 februari 1908 medel till en massgodshamn vid Sannegården, och hamnen blev klar 1914.
Under perioden 1913-22 tippades 6 miljoner kubikmeter muddermassor i havet, medan 1,5 miljoner användes till fyllning av främst Tingstad- och Lundbyvassarna, Gullbergsvass, Lärje, Arendal, Sannegården och älvstranden Inom Vallgraven. Sammanlagt vann staden på detta sätt 525 hektar mark, varav 75 hektar genom länspumpning.
Stigbergskajen kom till under åren 1906-10. Den kom att användas för passagerartrafik. Betongskjulet, senare kallat Amerikaskjulet, på Stigbergskajen stod klart 1912, ritat av arkitekt Hans Hedlund. Det kom alltså till innan Svenska Amerika Linien etablerades 1915 och fick sin terminal där. Från Stigbergskajen gick också länge Svenska Lloyds passagerarfartyg till Tilbury vid London. Under åren efter andra världskriget var det direkt anslutning med snälltåget Londonpilen från Stockholm till Englandsbåtens avgångar, vissa tider med sittvagn helt till kajplatsen. Granne med Stigbergskajen är Göteborgs Fiskhamn, som anlades samtidigt med denna. Den första fiskauktionen hölls i den nya fiskhamnen hölls 10 oktober 1910. Dessförinnan hade fiskhandeln varit förlagd till Fisktorget vid Rosenlundskanalen, där Göteborgs stads fiskhall, i senare tid också officiellt kallad Feskekörka, stod färdig 1874.
Göteborgs Frihamn på norra älvstranden stod färdig och öppnades år 1922. 

Flygfoto över hamnområdet från cirka 1960.

Antalet ankommande och avgående fartyg 1913 var 21 574 stycken, med ett registrerat tonnage på 5 610 154 ton.

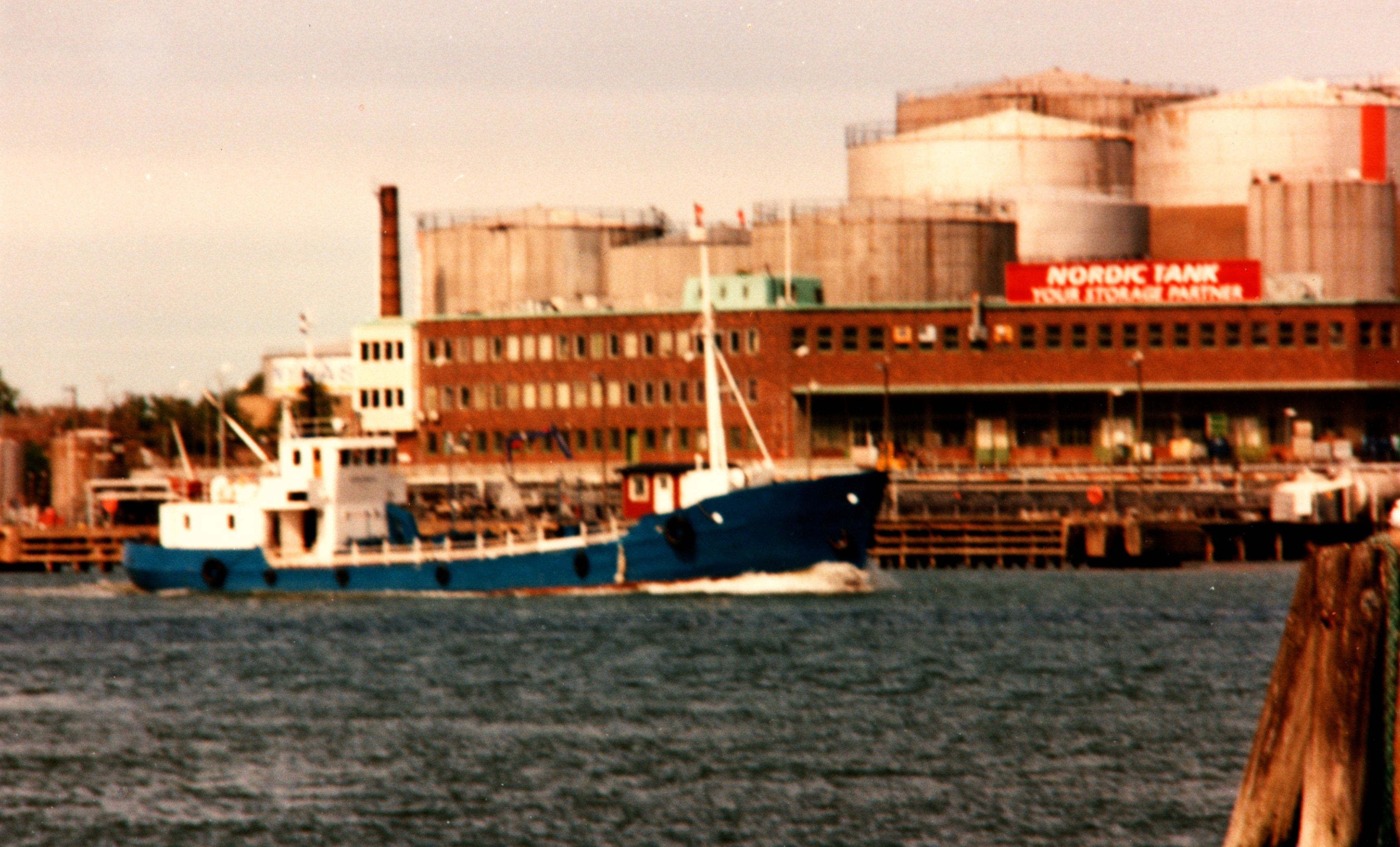
Tankbåt på väg in i hamnen, 1982

Hamnen utökades år 1938 med Lindholmshamnen, vars stora kajskjul kom till under krigsåren och Lundbyhamnen öppnades för trafik 1952. Båda dessa betjänade de större oceangående lastfartygen.
Majnabbehamnen utbyggdes i etapper åren 1951–1962 med anläggningar för styckegods och färjetrafik. Passagerartrafiken på England fick sin nya hamn där. Oljehamnen i Rya påbörjades 1929 och 1951 startade anläggandet av en ny oljehamn, Skarvikshamnen, där en pir om två kajplatser med 12 meters vattendjup blev klar 1957 och ytterligare en kajplats färdigställdes under 1965. Torshamnen utanför Hjärtholmen vid Rivöfjorden, färdigställdes 1966, och var avsedd för import av råolja till raffinaderierna BP och Koppartrans. Piren, som i första utbyggnadsetappen kunde ta emot fartyg på 90 000 ton, öppnades för trafik 1967. Efter att inseglingsleden fördjupades 1968-69 tog piren emot fartyg upp till 225 000 ton. I Skandiahamnen togs tre terminaler för europatrafik i bruk 1966 och den första etappen i en fjärde anläggning för transocean containertrafik och feedertrafik blev klar 1967. I Älvsborgshamnen blev de första två tilläggsplatserna färdiga 1966 och 1970 togs ytterligare en kaj i bruk. Den 30 december 1978 var det premiär för den nya Volvoterminalen i Älvsborgshamnen. Till Torshamnen muddrades 1964-65 en farled med 15 meters vattendjup, som fördjupades 1968-69 till 20,7 meter.

## Hamnen under andra världskriget
Mot bakgrund av att Göteborgs hamn kunde utnyttjas för tyskarnas krigförande ändamål på våren 1944, planerades en sprängning av Götaälvbron med också en blockering av hamninloppet. Tre fartyg ingick i "Operation spärrning", där det mest betydande var tankern Buenos Aires på 17 000 dwt - byggd vid Götaverken för skeppsredare Aristoteles Onassis räkning och sjösatt 17 januari 1942, men på grund av kriget inspärrad i Göteborg. Fartyget bogserades ut från sin ankarplats och placerades tvärs över Göta älv. Därefter vattenfylldes hennes tankar och bottenventilerna öppnades så att hon stod på botten, men med däcket ovanför vattnet. Fartyget placeras i en linje från omedelbart väster om Nya Varvets örlogsstation och till Rya Nabbe på Hisingssidan, där Göta älv är som smalast längst ut i väster, innan den övergår i Älvsborgsfjorden. De militära anläggningarna på Stora Billingen i anslutning till Nya Varvet skulle också vara av stort värde när det gällde att försvara spärren mot eventuella inkräktare. På morgonen den 1 maj 1944 låg två stora tankfartyg sänkta tvärs älven och ett av två mindre lastfartyg låg förberett för sprängning. En del av älvfåran från Hisingssidan och utåt blockerades av ytterligare ett tankfartyg, som även detta vattenfylldes.

## Tidigare hamnar och kajer

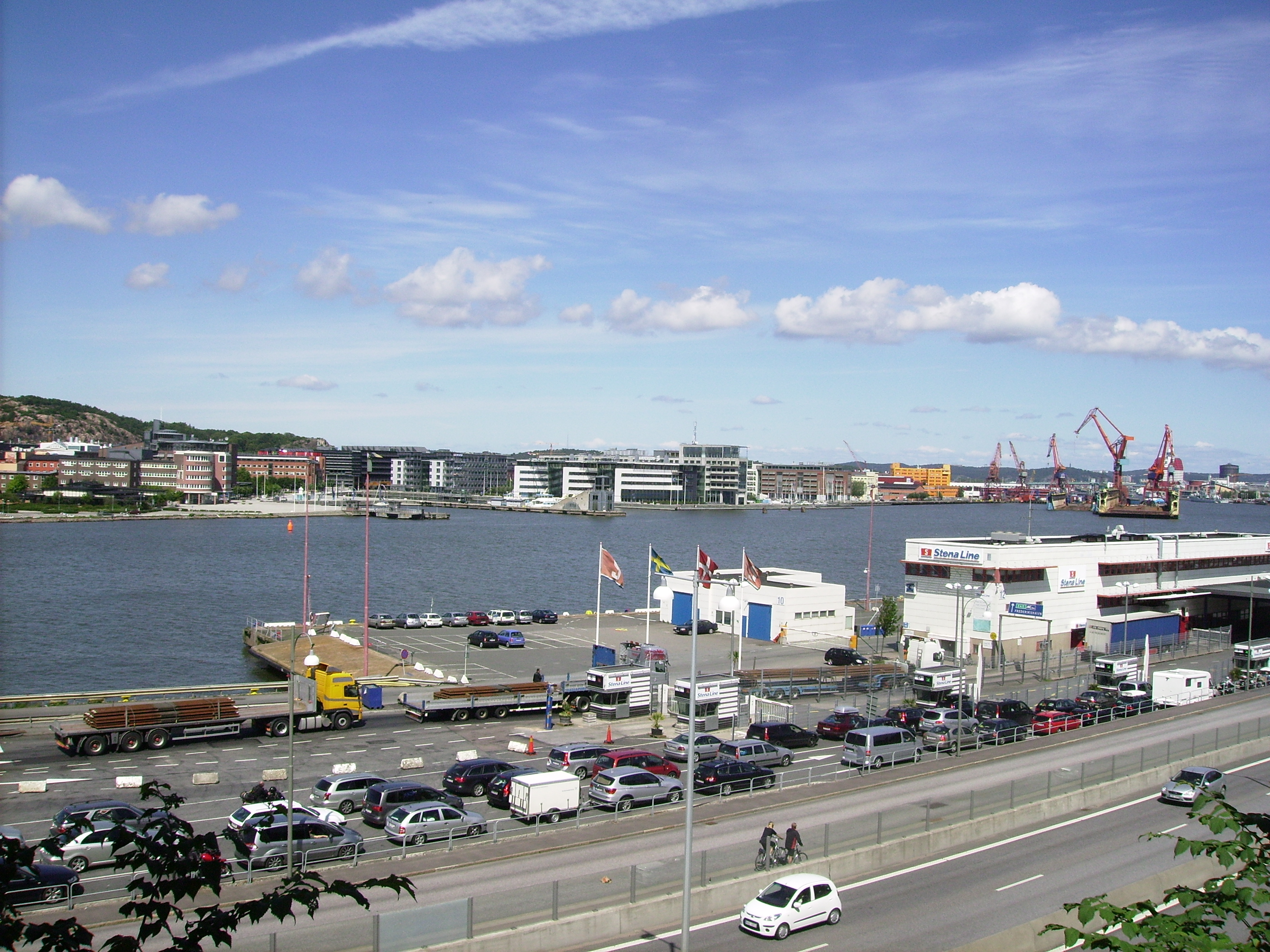
Masthuggskajen.

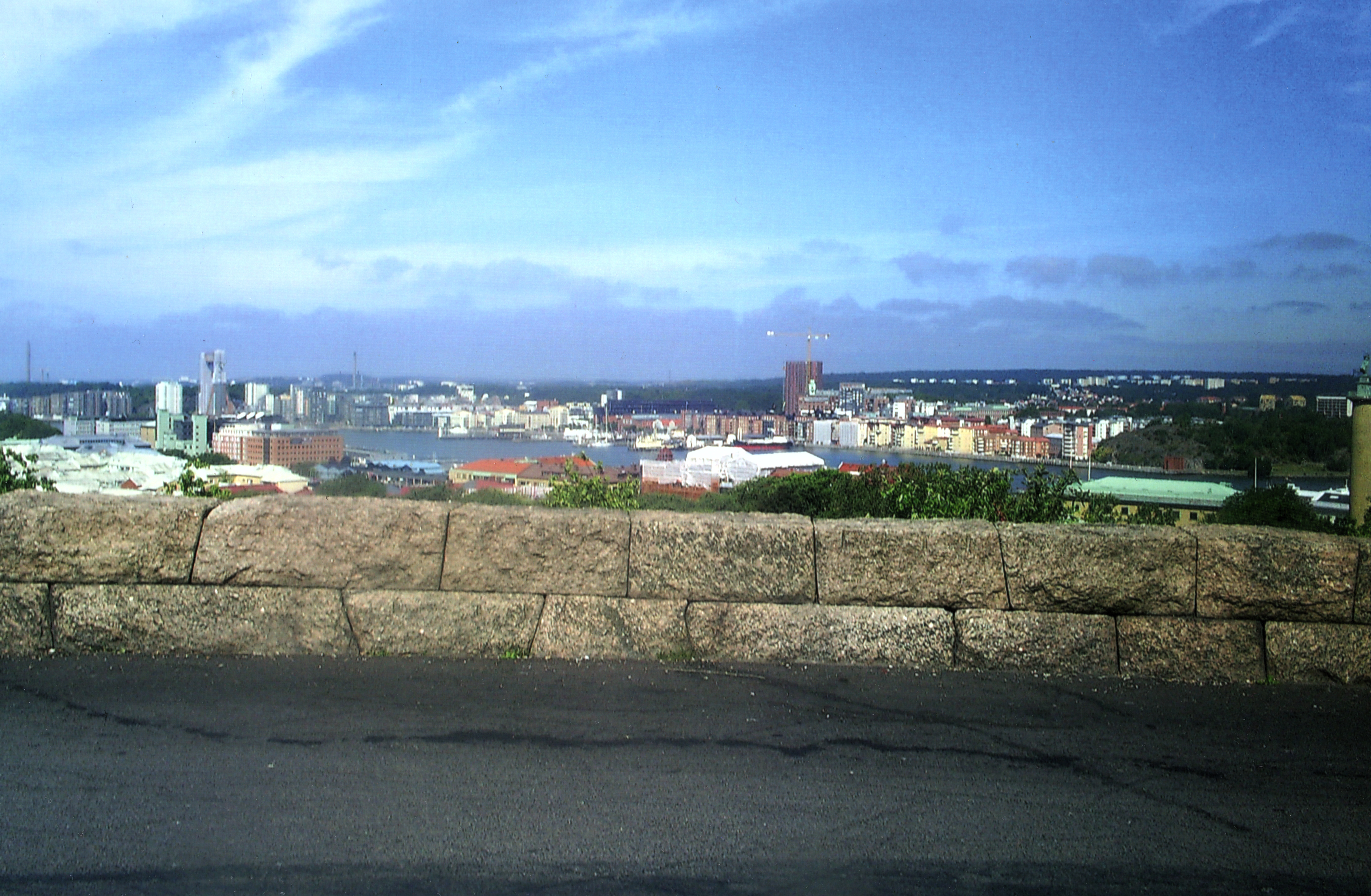
Göta älv från Stigberget, 2021.

- Kronans Masthamn - var en hamnbassäng som låg innanför Stora Bombastionen vid nuvarande Packhusplatsen/Packhuskajen, på platsen för det som senare blev Tull- och Packhuset (1864), numera Casino Cosmopol.[45] Masthamnen var rektangelformad, cirka 35 meter bred och sträckte sig längs- och väster om Franska tomten (ungefär nuvarande Packhusplatsen 4) till i höjd med Kronhusgatan. Hamnen upptog därmed större delen av Packhusplatsen.[46]
- Broströms kaj - inom Götaverkens område vid Stjärngatan.
- Carnegiekajen - infart vid dåvarande Oscars- eller Banehagsgatan.
- Gasverkskajen - öster om Gullbergskajen, vid Gullbergs Strandgata.
- Ringökajen - vid Ringön, infart vid Ringögatan/Smidesgatan.[47]
- Mast- och brädehamnarna, sträckte sig mellan Stigberget (strax öster om Gamla Varvet, vid Bläsan) och Vallgraven vid Carlsporten. Hamnarna bestod år 1711 av 23 tomter, med början vid Stigberget.[48]
- Wærnerska hamnen - var en hamnegendom och lastplats, som fick sitt namn av Carl Fredrik Wærn som här vid mitten av 1800-talet startade bearbetning av guano. Hamnen låg vid Klippan strax sydväst om Frigången, en smal väg ner mot en tilläggsplats. Hit ner rann Forsbäcken, från en större damm. Vid en eldsvåda i fabriksbyggnaderna i december 1857, skadades anläggningen svårt. Vid Wærns hastiga död sex månader senare, tog sonen Fredrik Wærn över. Under dennes tid användes hamnen till transitoupplag av tackjärn och stångjärn, telegraf- och gruvstolpar, plank och bräder. Varorna anlände från de många Wærnska bruken och sågarna i Dalsland. Hamnområdet utgjorde en egen domän, avspärrad från det övriga grannskapet och dit ingen utomstående ägde tillträde. År 1923 övertog staden egendomen, vilken utarrenderades till olika firmor.[49][50]

År 1900 var de fem mest frekventerade kajplatserna i hamnen (antalet anlöp):
- Franska Tomtens kaj, (412)
- Nya kajen, (406). Menas sträckan mellan Stora Hamnkanalen och Rosenlundskanalen.
- Masthuggskajen, (402)
- Stora Hamnkanalen, (257)
- Rosenlundskanalen, (224)

## Hamnar (kajlängd/djup, i meter)

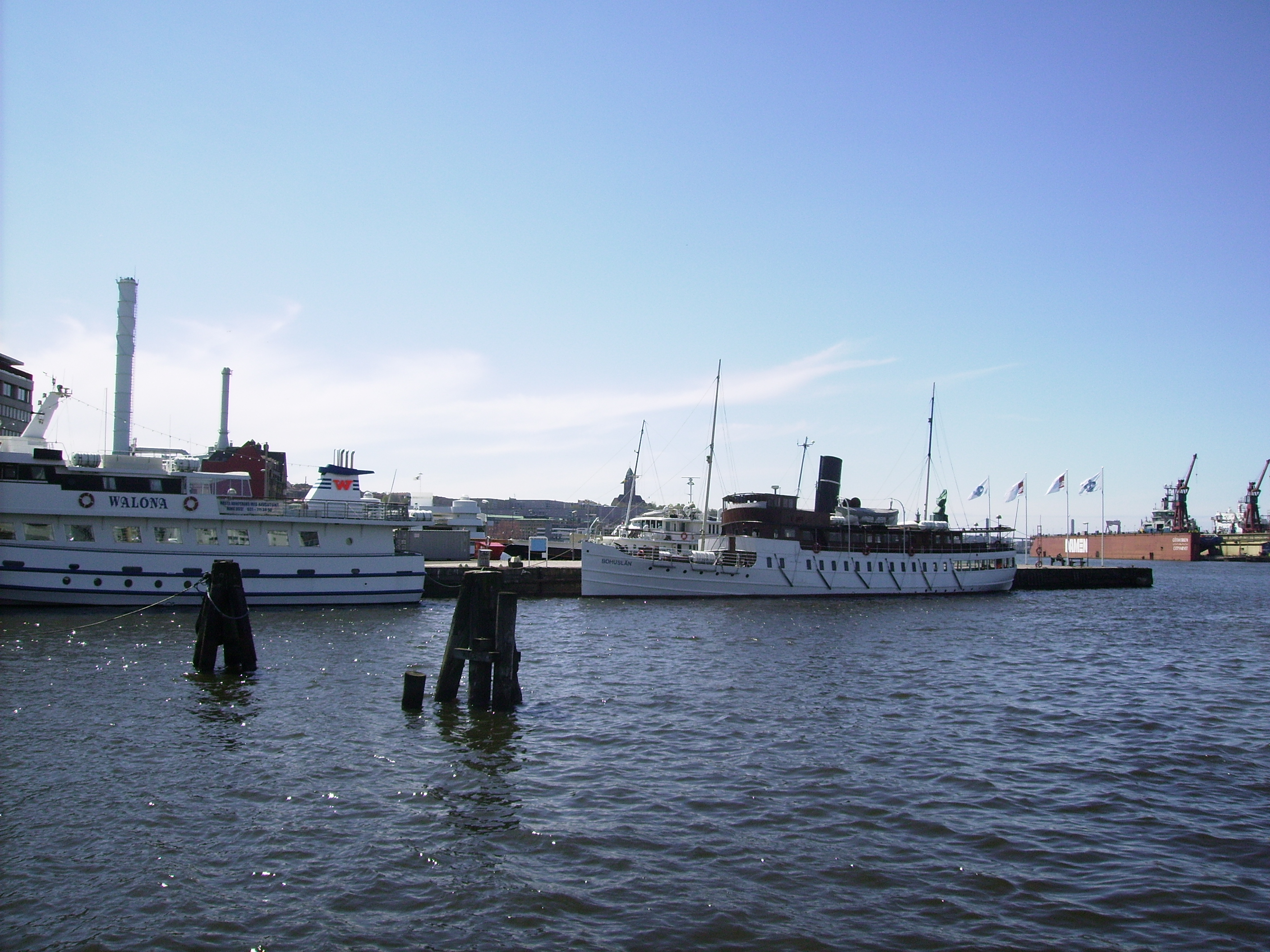
Stenpiren.

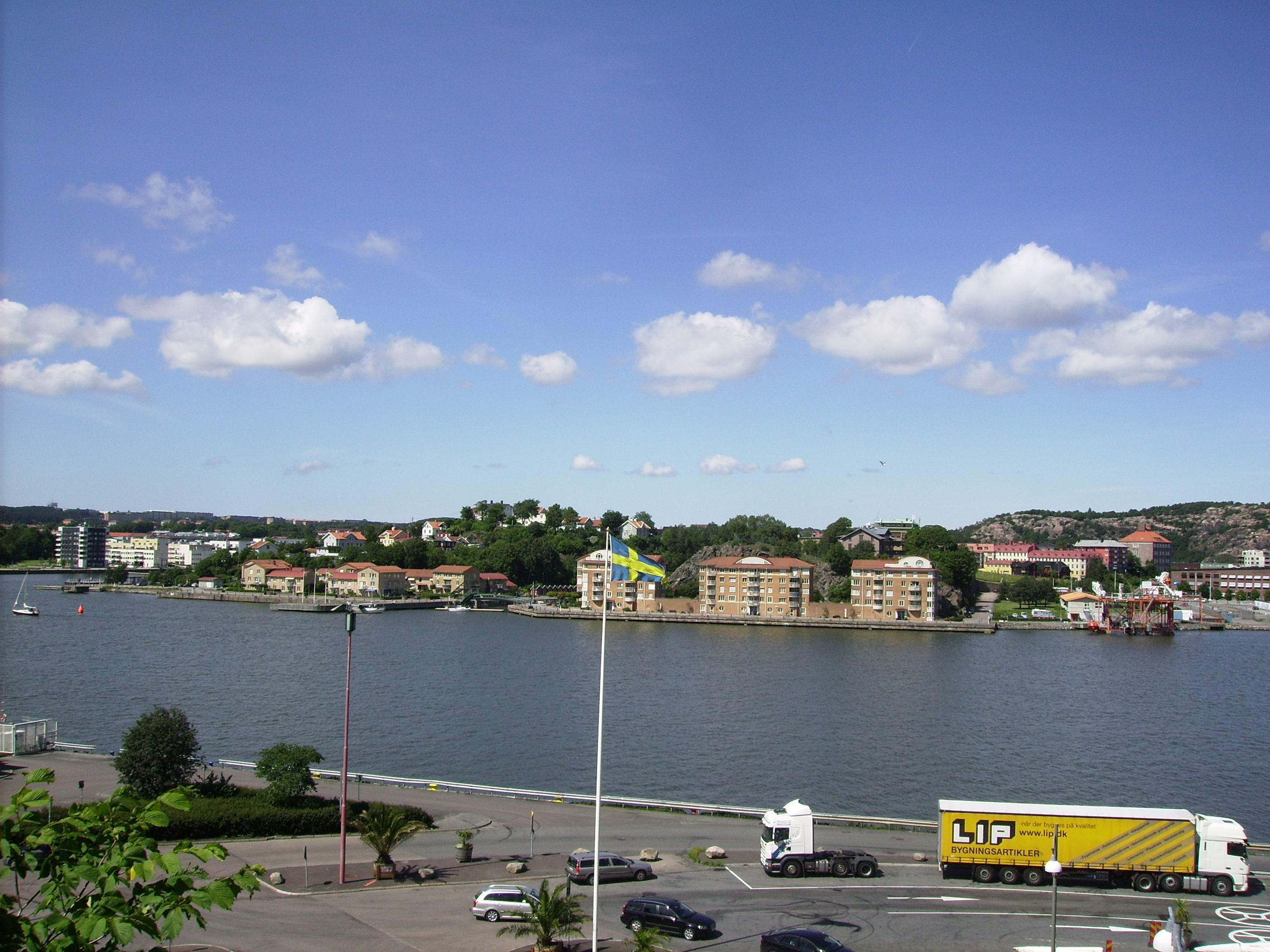
Stigbergskajen. Stapelbädden ses på Norra Älvstranden.

### Södra Älvstranden
- Älvnabbens petroleumhamn (äldre), nuvarande militärhamn för Göteborgs garnison
- Tånguddens hamn, sedan 2005 läge för Räddningstjänstens och fem statliga myndigheters fartyg
- Nya Varvet (äldre)
- Carnegiekajen (äldre; 225/5,4-7,5)
- Klippan (äldre)
- Majnabbehamnen, (485/3-8). Öppnades 1951.
- Varvet Kusten (äldre)
- Göteborgs fiskhamn
- Gamla Varvet (äldre)
- Stigbergskajen, (496/7-9). I maj 1906 anslog Göteborgs stadsfullmäktige 825 000 kronor till det som först var tänkt som en fortsättning av Masthuggskajen. Ytterligare 242 000 kronor beviljades senare. Kajen stod klar i september 1910.[52] Den 5 mars 1916 rasade Stigbergskajen på en 110 meter lång och 35 meter bred sträcka.[53]
- Masthuggskajen, (927/6,3-7,6). Området för kajen, som ännu på 1880-talet kallades för "Sänkvarfvet", och utgjordes av enskilda så kallade hamnar — upplag av mast- och skeppsvirke — gav senare Masthugget och därmed kajen sitt namn.[54] Kajen uppfördes i slutet av 1880-talet och moderniserades 1959-1961, då bland annat kajen byggdes ut med drygt 10 meter i älven och breddades till 982 meter. Tre järnvägsspår drogs fram och vattendjupet vid kaj ökades till 6,5 meter. Kostnaden för upprustningen uppgick till 21 miljoner kronor. År 1961 fanns kajskjul 21, 25, 26, 29 och 31. Pirerna var 21, 23-32. Den 25 november 1900 rasade en sträcka - i höjd med S:t Johanneskyrkan[55] - på cirka 100 x 25 meter av kajen ner i Göta älv. Det kostade närmare 200 000 kronor att återställa kajen, vilket blev klart först 1902.[56]. Numera är järnvägsspåren rivna och hamnen används för bilfärjor mot Frederikshavn. Svenska Amerika Linien, Transoceana linjefartyg.
- SkeppsbrokajenSkeppsbrokajen, (150/3)

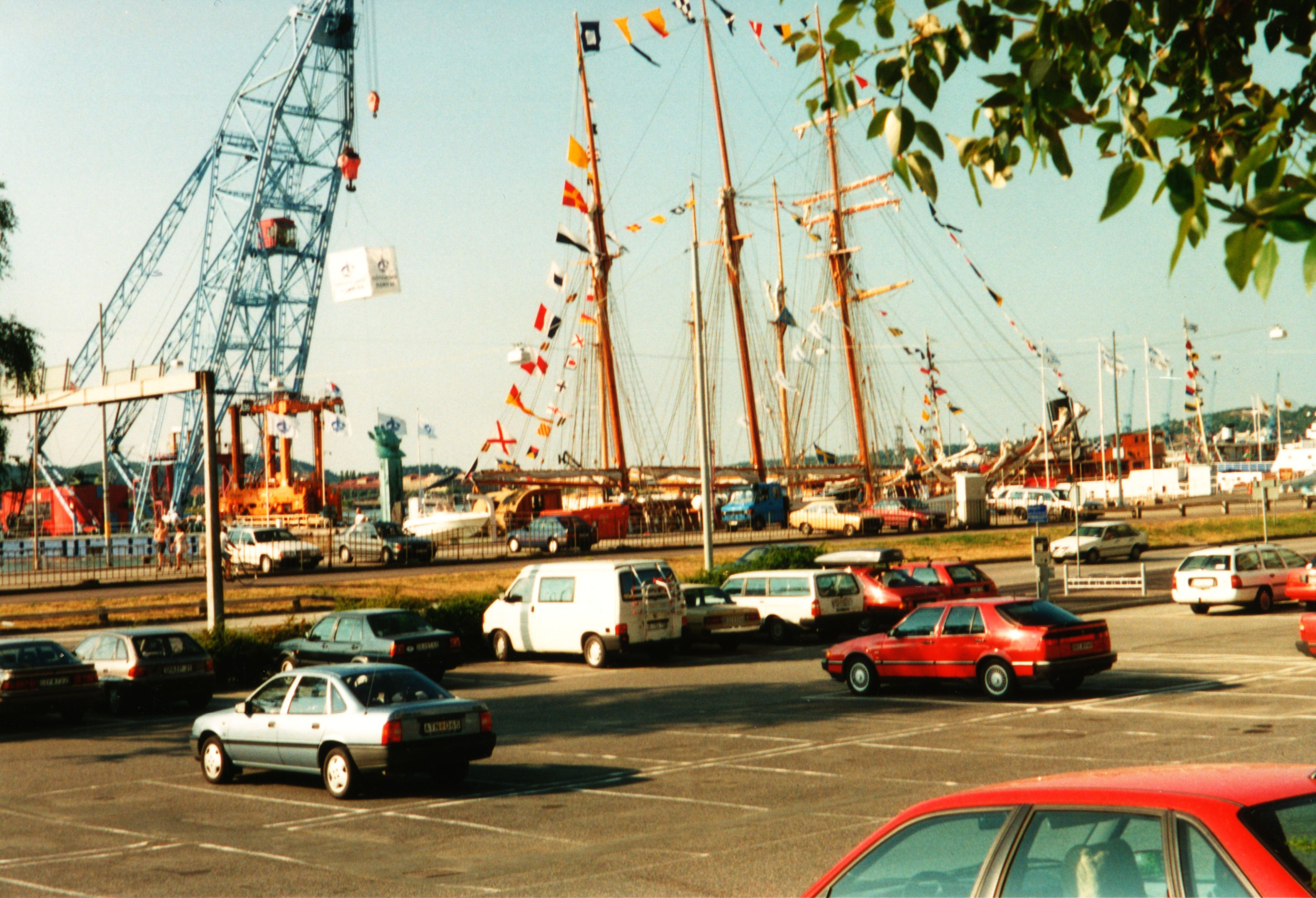
Skeppsbrokajen

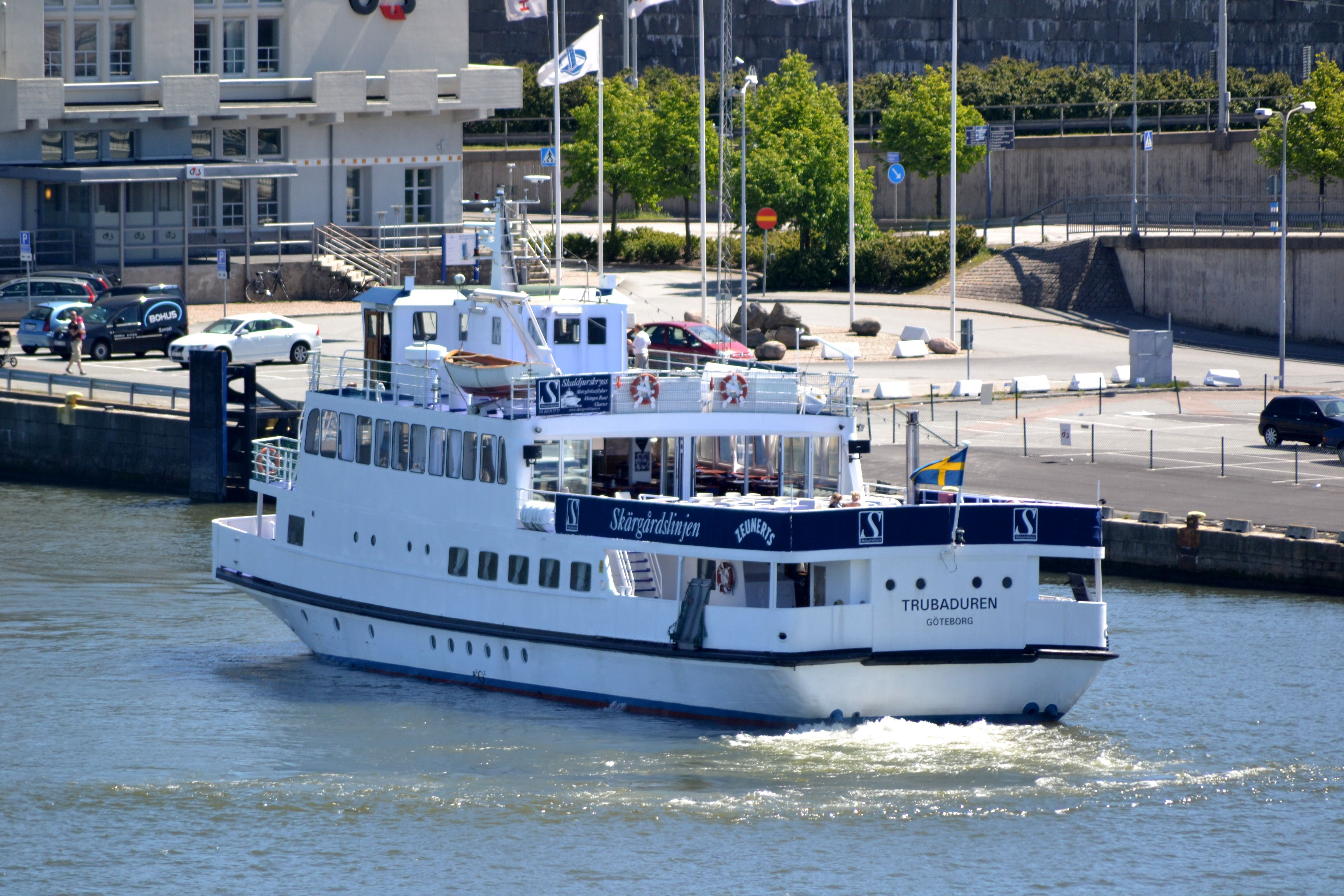
Turbåten Trubaduren vid Stenpiren

- Turbåten Trubaduren vid StenpirenStenpiren, (215/3-6). Västkusttrafiken (skärgårdstrafiken).
- Stora Hamnen/Stora Hamnkanalen (äldre)

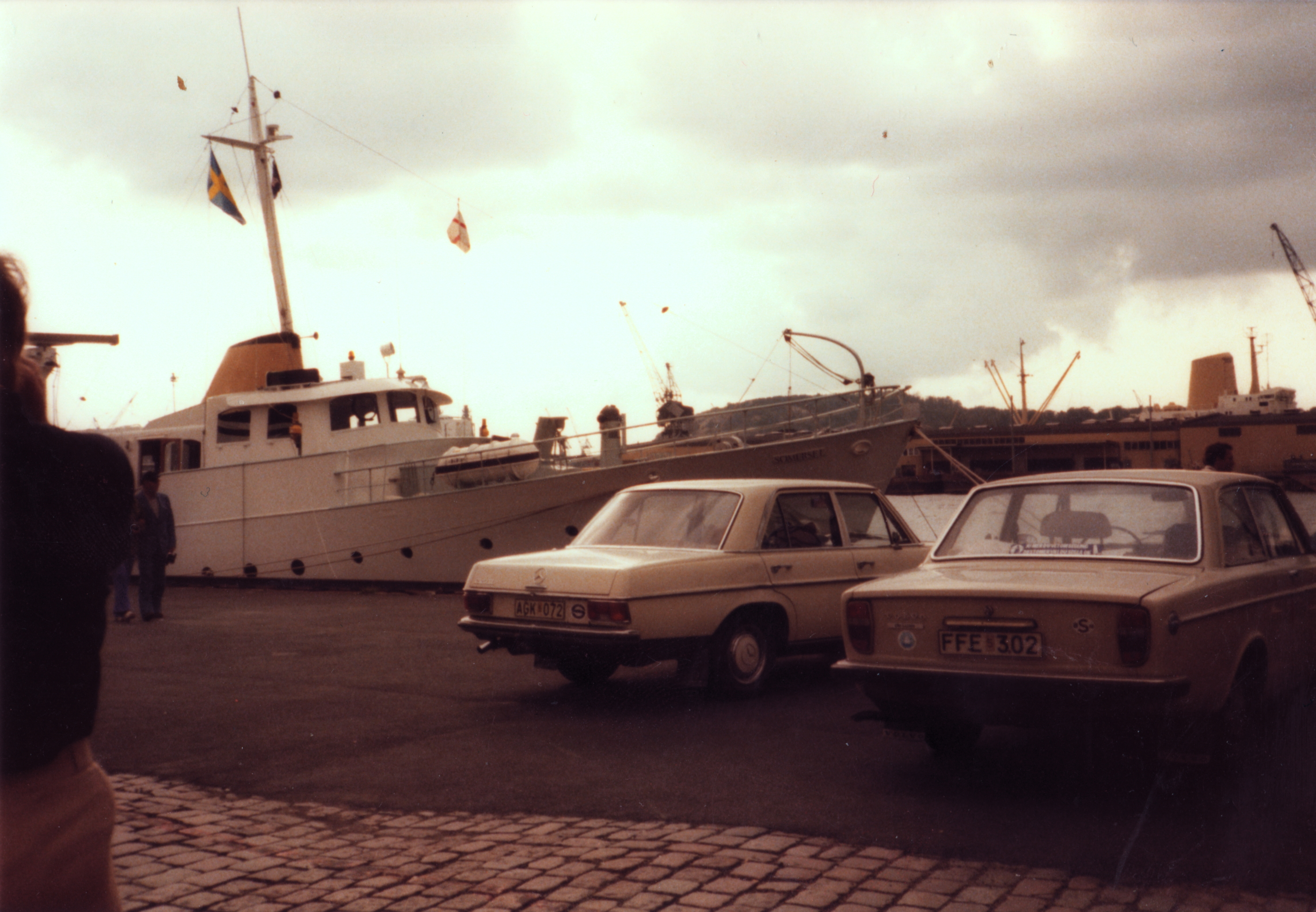
Packhuskajen vid Operan i Göteborg 1977

- Packhuskajen vid Operan i Göteborg 1977Packhuskajen, (230/3). Östersjötrafik, linjebåtar, Nordsjön.
- Lilla Bommens hamn. Gästhamn för mindre privata båtar. Tidigare också styckegods och kanalbåtar.
- Gullbergskajen, (1 294/3-5,8). Kol, trä, styckegods.
- Gasverkskajen, (äldre; 255/5,8)
- Lärjehamnen, (äldre; 310/3,6-5,3)
- Rosenlundskanalen, byggnadsmaterial, ved, fisk och diverse.[57]

### Norra Älvstranden
- Torshamnen, (630/20,5), råolja

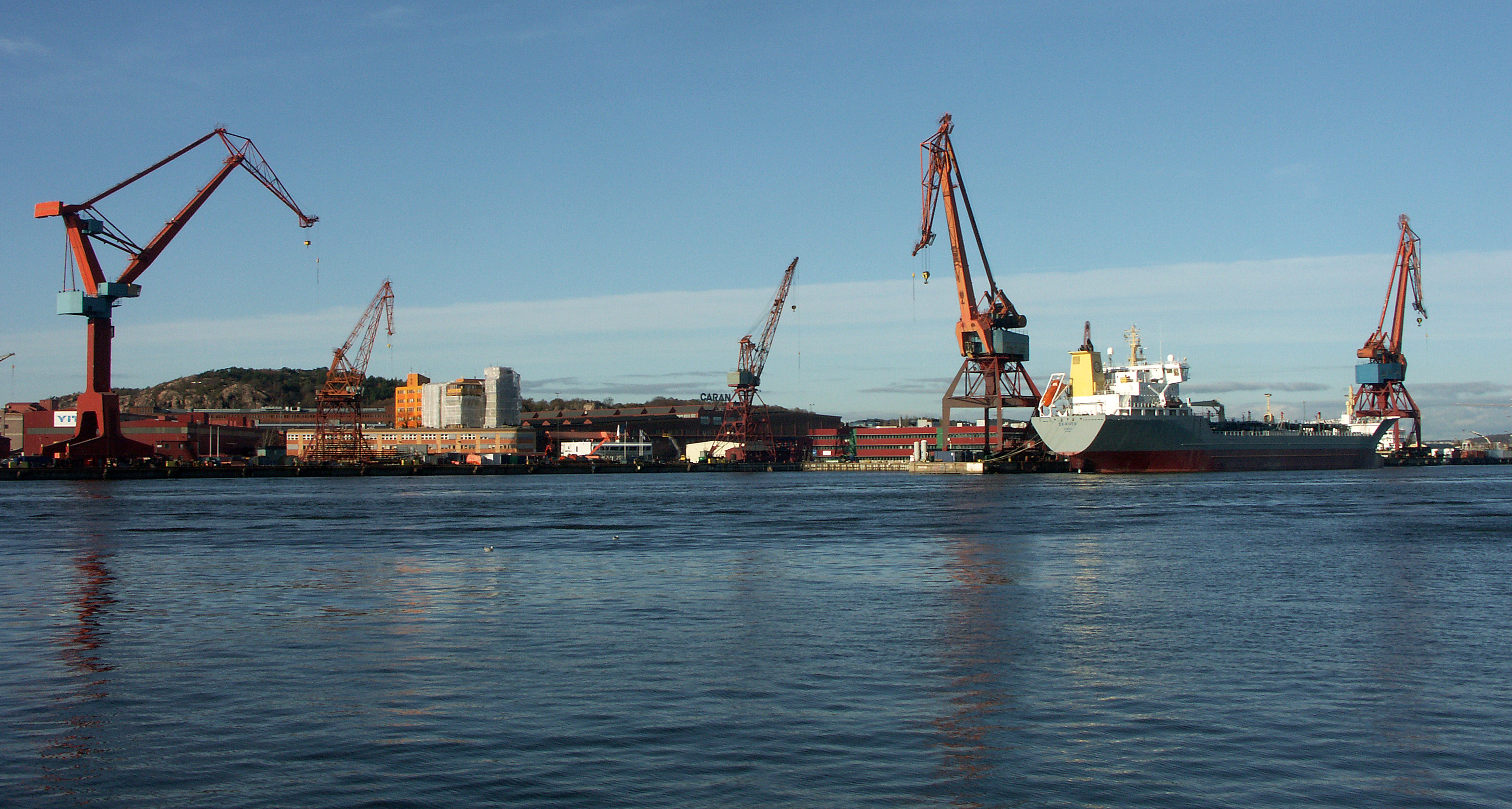
Norra Älvstranden.

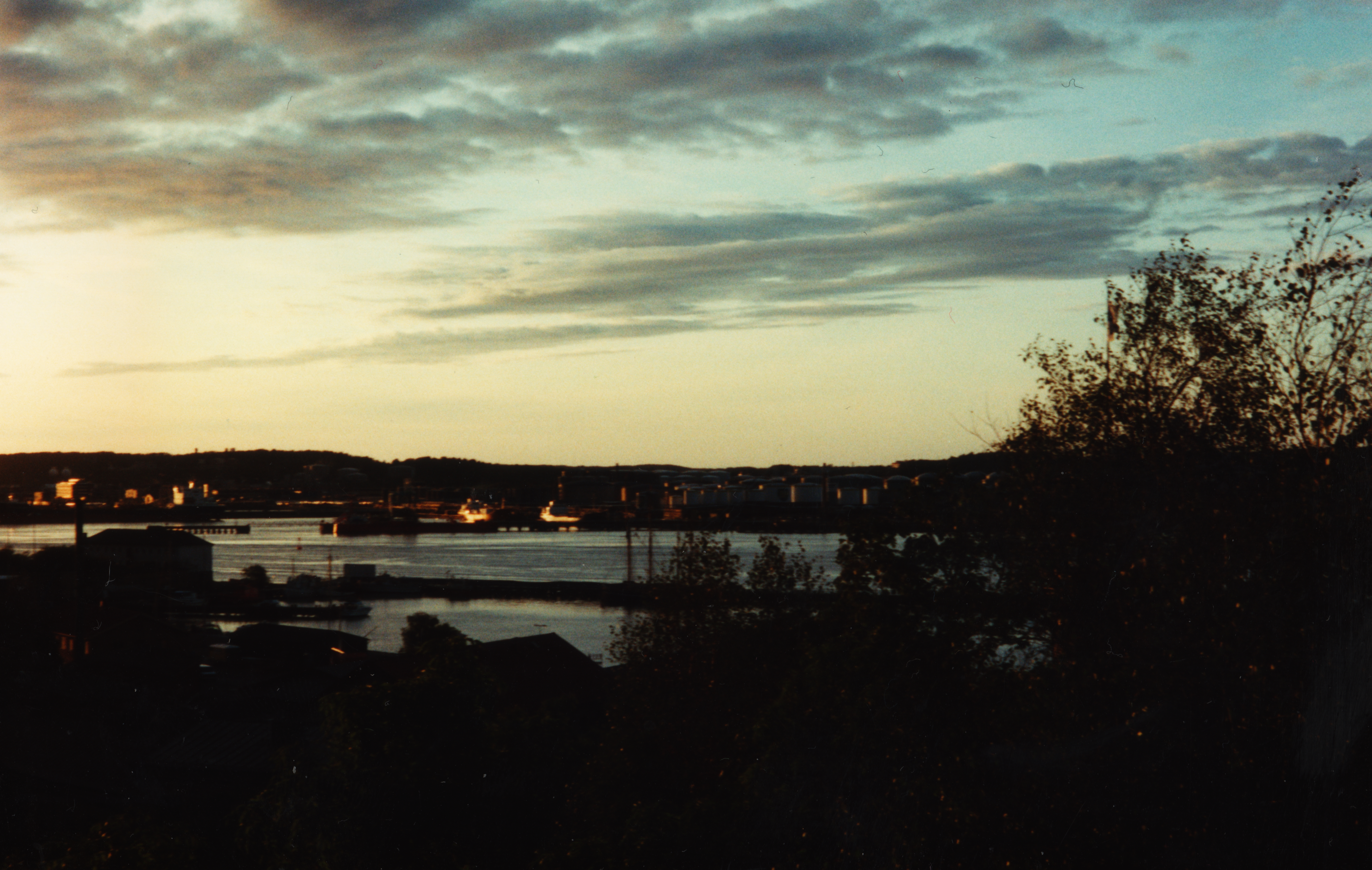
Vy mot Oljehamnen i Göteborg, ca 1998

- Torshamnen, (250/6,5), torrlasthamn
- Arendal, (450/8), sedan 2010 kryssningsfartyg som inte går under Älvsborgsbron.
- Älvsborgshamnen, (1246/9-11), last på lastbilar med mera
- Skandiahamnen, (2200/6-14,2), containrar, nya bilar med mera
- Skarvikshamnen, (1735/7-13)
- Ryahamnen, (1275/3,5-9,5), oljeprodukter. Åren 1940-46 tillkom 220 meter kajlängd.[58]

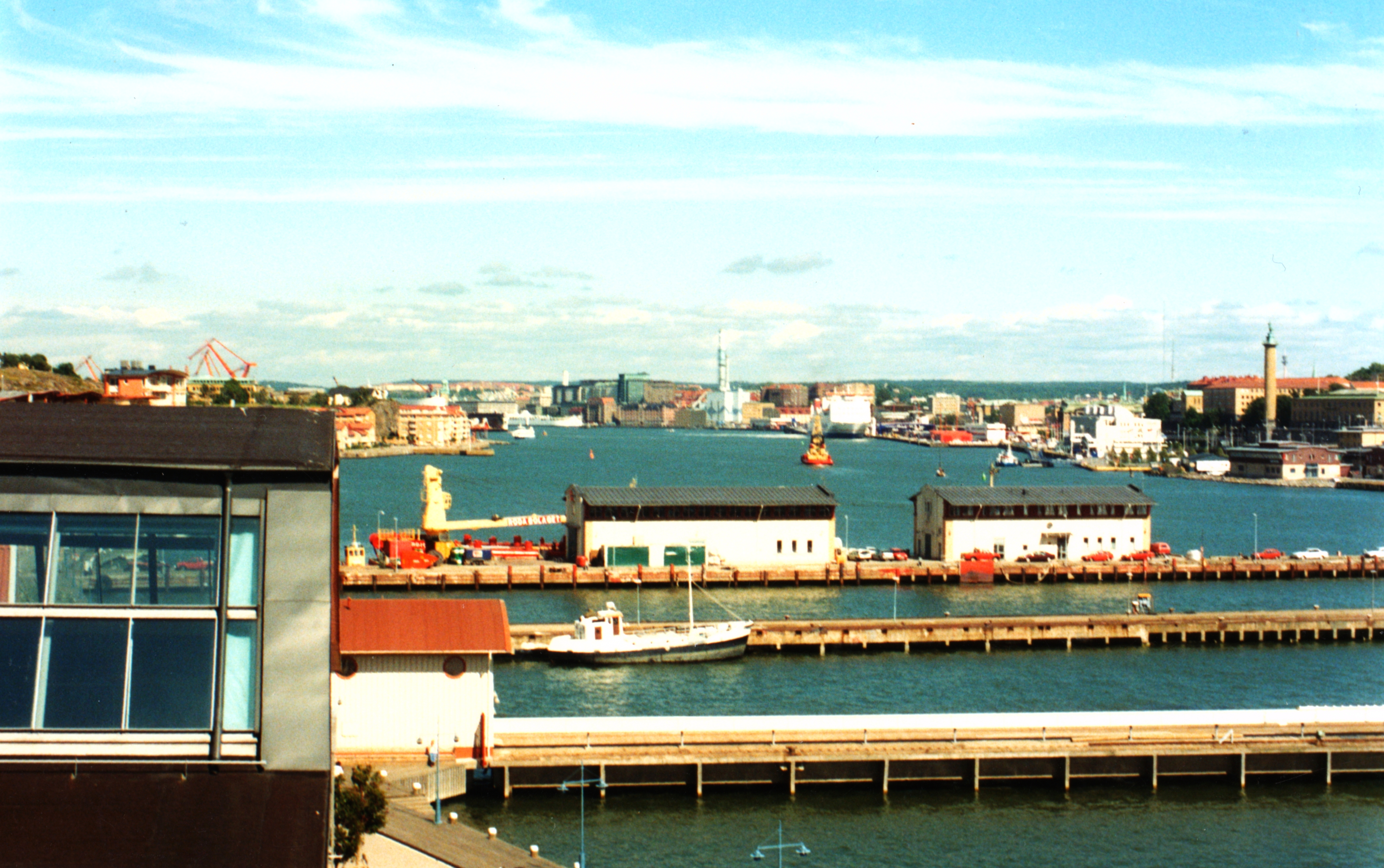
Eriksbergshamnen 2008

- Eriksbergshamnen 2008Eriksbergshamnen, Älvsnabben, Elida, privatbåtar och Ostindiefararen Götheborg.
- Sannegårdshamnen, (äldre; 890/7-7,5). Nu privata nöjesbåtar. Förr: Västra sidan: kol och koks. Östra sidan: tillfälligt massgods.
- Lindholmshamnen, (äldre; 908/4,2-9), blev klar 1940, mellan Lindholmen och Götaverken.[59] Älvsnabben och privatbåtar. Hamnen hade ursprungligen 670 meter kajlängd.[58]
- Lundbyhamnen, (680/8), numera reparationsvarvet Cityvarvet. Tidigare Transatlantics trafik på Afrika, Australien och USA. Ursprunglig kajlängd var 600 meter. Hamnen påbörjades 1946.[58]
- Frihamnen, (1937/6-9,5), numera Stena Line och kryssningsfartyg. Nyligen Englandsbåtar, förr frihamn. I slutet av 1940-talet fick Frihamnen ytterligare en bassäng för 2-3 oceangående fartyg. Åren 1940-46 tillkom 145 meter kajlängd.[58]
- Ringökajen, (195/3), Gotenius varv
- Kvarnen Tre Lejon, (äldre; 310/3-9)

## Fakta
- 1946 - kajlängderna var 11 090 meter och antalet kranar 166 stycken. Totalytan på varuskjulen var 133 000 kvadratmeter, en ökning med 64% sedan 1939 (andra världskrigets utbrott). Spårlängden inom hamnområdet var 123 kilometer.[58]

## Övrigt
- Isbrytaren I, hette hamnens första isbrytare. Året var 1882 (den såldes 1916).[61] Den följdes av Isbrytaren II (1895), Isbrytaren III (1917) och Göta Lejon (1932).[62]
- Handdrivna kranar kom 1836, ångdrivna kranar 1900 och eldrivna 1904.[57]
- Den första "flodångsprutan" inköptes 1908, och skulle främst bekämpa bränder i hamnen.[63]